# 李继宠
李继宠，唐朝末年将领，凤翔节度使李茂贞的义子。
李茂贞将唐昭宗劫持到凤翔，朱全忠大军西征凤翔。天复二年（902年）年底，朱全忠军攻打东城，焚桥鏖战，李茂贞部将李继宠出降，李茂贞害怕，秘密图牟诛杀宦官来与朱全忠和解。次年，李茂贞杀死韩全诲等宦官，将唐昭宗交给了朱全忠。